# Mal Baird
Mal Baird, född 6 juli 1948, är en australisk friidrottare. Han deltog vid olympiska sommarspelen 1972.